# موسیقی آلپ
این موسیقی بخش آغازین یک اجرای کلاسیک هند شمالی است که نوعی بداهه نوازی ملودیک است که راگا را معرفی می‌کند و توسعه می‌دهد. در آواز دروپاد آلپ زیاد و بداهه در راگا است و با سرعت آهسته شروع می‌شود. برای افرادی که با فرم راگا آشنا نیستند این فرمت را به شنونده معرفی می‌کنند. راگا حال و هوای آن نت‌ها و نت‌های تشکیل شده را با نقش فرعی تعریف می‌کند و به جای اینکه به صورت آزاد بداهه نوازی کنند آلاپ را به صورت شماتیک اجرا می‌کنند.
در موسیقی دستگاهی هنگامی که یک نبض ثابت به آلپ وارد می‌شود به آن جور می‌گویند و هنگامی که سرعت به شدت افزایش یافته است یا زمانی که عنصر ریتمیک بر ملودیک سبقت می‌گیرد به آن جهلا می‌گویند. جور و جهلا را می‌توان به عنوان بخش‌های مجزای اجرا یا به عنوان بخش‌هایی از آلاپ دید و جهلا را می‌توان از جور دید.
موسیقی آلپ اغلب با یک ساز ملودیک همراه است که عبارت تکنوازی را پس از چند ثانیه تکرار می‌کند. آلپ از لحاظ ریتمیک آزاد است. در طول آلپ ترکیب‌های مختلفی از نت‌های مختلف راگا در سرعت‌های مختلف و الگوهای مختلف و ترکیب‌های متنوع ارائه می‌شود.
در آواز آلپ ممکن است حروف تلفظ شده معنی نداشته باشد. به‌طور کلی آهنگ راگا که توسط یک هنرمند خوانده یا نواخته شده با آهنگی که توسط هنرمند دیگری خوانده یا نواخته شده است مطابقت ندارد. هر چند ممکن است دارای الگوهای مشابه باشند ولی عنصر خودانگیختگی باعث تفاوت می‌شود و موسیقی آلپ استعداد نوازنده را نشان می‌دهد.
آلپ مقدمهٔ آهسته و ملودیک یک راگا است که معمولاً فاقد ریتم و سازهای کوبه ای است. آلپ کاملاً بداهه است و فضای کافی برای خلاقیت و بیان احساسی نوازنده فراهم می‌کند. هدف نهایی یک آلپ موفقیت‌آمیز انتقال شنونده به وضعیت بالاتر از هوشیاری و برانگیختن حس ارتباط الهی است.